# Ophiothrix cimar
Ophiothrix cimar är en ormstjärneart som beskrevs av Hendler 2005. Ophiothrix cimar ingår i släktet Ophiothrix och familjen Ophiothrichidae. Inga underarter finns listade i Catalogue of Life.